# Derek Jeter
Derek Sanderson Jeter (Pequannock (New Jersey), 26 juni 1974) is een voormalig Amerikaanse honkbalspeler in de Major League Baseball. Hij speelde tot 2014 bij de New York Yankees als korte stop. Jeter was een van de populairste spelers en captain bij de Yankees. Sinds 14 september 2008 is Jeter recordhouder in honkslagen in het oude Yankee stadion.
Op 9 juli 2011 tegen de Tampa Bay Rays sloeg Derek middels een homerun zijn 3000e honkslag in de MLB. Tijdens deze wedstrijd sloeg Derek tijdens zijn vijf slagbeurten vijf keer raak, waardoor hij de dag beëindigde met een totaal van 3003 honkslagen in zijn 17-jarige carrière. In 2014 beëindigde hij zijn carrière.
- International Standard Name Identifier: 0000 0000 3385 6084
- Library of Congress Control Number: n98044815
- Bibliotheek van het Japanse parlement: 001197914
- Virtual International Authority File: 55926540
- WorldCat: E39PBJtrYxv7txG6v8hHTFVt8C